# Martial Ricci-Poggi
Martial Ricci-Poggi (né le 25 septembre 1980 à Marseille,) est un coureur cycliste français, professionnel entre 2008 et 2010.

## Palmarès et résultats

### Palmarès par année
- 2001
  - Course de côte du mont Coudon
  - 3e du Trophée de la ville de Cusset
- 2004
  - 2e du Grand Prix de Peymeinade
- 2006
  - Grand Prix du Faucigny
- 2007
  - Boucles du Haut-Var
  - 2e du Grand Prix d'Antibes
- 2009
  - 2e de l'Izegem Koerse

### Classements mondiaux
| Année           | 2009 | 2010 |
| --------------- | ---- | ---- |
| UCI Europe Tour | 964e | 763e |